# A Romance of the Ice Fields
A Romance of the Ice Fields è un cortometraggio muto del 1912 diretto da Oscar Apfel.

## Produzione
Il film fu prodotto dalla Edison Company. Venne girato nel Maine, alle Kennebec Falls.

## Distribuzione
Distribuito dalla General Film Company, il film - un cortometraggio di 190 metri - uscì nelle sale cinematografiche statunitensi il 18 maggio 1912. Nelle proiezioni, veniva programmato con il sistema dello split reel, accorpato in un'unica bobina con un altro cortometraggio prodotto dalla Edison, il documentario Scenes in Delhi, India.